# Knjige u 2003.
◄◄ | ◄ | 2000. | 2001. | 2002. | 2003.  | 2004. | 2005. | 2006. | ► | ►►
Arhitektura • Astronautika • Astronomija • Biologija • Film • Fotografija • Glazba • Kazalište • Kemija • Kiparstvo • Knjige • Književnost • Kršćanstvo • Meteorologija • Medicina • Planinarstvo • Politika • Pravo • Promet • Slikarstvo • Strip • Šport • Televizija • Znanost • Zrakoplovstvo • Željeznički promet
Knjige u 2003.

## Hrvatska i u Hrvata

### A
- Afrodita, Isabel Allende. Prevoditelj: Filip Fruk i Dinko Telećan. Nakladnik: Vuković & Runjić. Broj stranica: 320.  Ljubavni romani, Kuharice i gastronomija. ISBN 953-6791-36-6

### B
- Bez krvi, Alessandro Baricco. Prevoditelj: Ita Kovač. Nakladnik: Mirakul. Broj stranica: 90. Beletristika. ISBN 953-99125-5-5

### C
- Crveni pas, Louis de Bernières. Prevoditelj: Martina Gračanin. Nakladnik: Algoritam. Broj stranica: 144.  Beletristika. ISBN 953-220-121-1

### I
- Indijanski darovatelji: kako su Indijanci obiju Amerika preobrazili svijet, Jack M. Weatherford. Izdavač: Hlad i sinovi. Broj stranica: 263. ISBN 953-6306-65-4

### K
- Korekcije, Jonathan Franzen. Izdavač: V.B.Z. Broj stranica: 420. ISBN 953-201-224-9

### L
- Lov gofova i zubataca teškom panulom, Tonći Žanko - Tona. Izdavač: Vlastita naklada. Broj stranica: 219. ISBN 953-99335-0-1

## Vanjske poveznice
|  | Zajednički poslužitelj ima još gradiva o temi Knjige iz 2003. |